# Midori-みどり市観光ナビ-
『midori-みどり市観光ナビ-』（みどりしかんこうナビ）は群馬県みどり市が提供する公式観光アプリである。

## 概要

群馬県みどり市の位置

このアプリケーションは、みどり市が提供し、市内の観光スポット情報を多言語による音声ガイドで案内をする、というものである。
ウィズ・コロナ時代に安全安心に観光を楽しんでもらうため、みどり市を訪れた観光客が市内観光を十分に楽しんでもらえるよう、わたらせ渓谷鐵道の見どころや乗り方をはじめ、富弘美術館や岩宿博物館などの観光スポットを、パンフレットやホームページだけでは伝えきれない情報を音声で案内する。
開発は美術館・博物館など文化施設の音声ガイドサービスを手掛けるアコースティックガイドの日本支社、株式会社アコースティガイド･ジャパン。配信はAndroid版が2020年3月1日に、iOS版は同年9月15日から開始された。同年9月24日に、みどり市が本アプリのサービス開始を発表した。

## 基本仕様・特長
モバイルアプリケーションである本アプリは、スマートフォンやタブレット上で観光案内を音声で聞くことができる。アプリ内では観光スポットの音声ガイド、写真、テキストのみのシンプルな画面構成に加え、携帯端末のGPSと連動し、観光マップとしても代用が可能。ダウンロード無料でオフラインでも使用でき、iOSやandroidに対応している。
紹介スポットのテキストは、みどり市観光ガイドの会、わたらせ渓谷鐵道など関係各所と連携して原稿を作成し、わ鐵の乗り方など、旅行者にとって便利な情報も掲載している。
対応言語は、日本語、英語、中国語（簡体字・繁体字）、タイ語の4ヵ国語。日本語版のナレーションをみどり市出身で同市の観光大使も務める声優の小倉唯が担当している。

## 紹介スポット
みどり市内29ヶ所を紹介。途中、観光地にまつわる3択式の「みどモスクイズ」が挿入される。
1. 岩宿遺跡、岩宿ドーム
2. 岩宿博物館
3. 阿左美沼
4. 鹿田山フットパス
みどモスクイズ1
5. ボートレース桐生
6. ひまわり花畑と笠懸の武技
7. 岡登景能公の墓
8. 西鹿田中島遺跡
9. わたらせ渓谷鐵道
10. わ鐵・トロッコ列車の乗り方（大間々駅）
11. ながめ余興場
12. 高津戸峡
13. 大間々の街並み
14. コノドント館（みどり市大間々博物館）
みどモスクイズ2
15. 小平の里
16. 大間々神明宮
17. 貴船神社
18. 浅原体験村
19. 旧花輪小学校記念館
20. 童謡ふるさと館
21. 草木湖・草木ダム
22. 小中大滝
23. 琴平トンネル
24. 富弘美術館
25. 神戸駅の花桃、列車のレストラン
26. 花輪宿
27. サンレイク草木[注 2]
28. 袈裟丸山
29. 小夜戸・大畑花桃街道
みどモスクイズ3